# 1419 w literaturze
Wydarzenia literackie w 1419 roku.

## Zmarli
- Przecław Słota, polski poeta